# Oxymeris crenulata
Espèce
Oxymeris crenulata est un mollusque gastéropode appartenant à la famille des Terebridae.

## Description et caractéristiques
C'est une térèbre longue, effilée, et caractérisée par des crénulations en relief au niveau des sutures de la spire. La spire est beige clair, avec de fines lignes de points bruns sous-suturales, et les crénulations plus blanches.
Taille : de 5 à 15 cm.

## Biologie
Ces coquillages sont de redoutables prédateurs des vers de sable, qu'ils chassent au moyen d'un aiguillon empoisonné (comme les Conus).

## Distribution
Espèce largement répandue dans l'Indo-Pacifique tropical.

## Synonymie
- Acus crenulatus (Linnaeus, 1758)
- Buccinum crenulatum Linnaeus, 1758 (protonyme)
- Buccinum luteolum Chenu, 1845
- Buccinum varicosum Gmelin, 1791
- Subula crenulata (Linnaeus, 1758)
- Terebra crenulata (Linnaeus, 1758)
- Terebra crenulata var. booleyi Melvill & Sykes, 1898
- Terebra fimbriata Deshayes, 1857
- Terebra interlineata Deshayes, 1859
- Terebra maculata Perry, 1811